# Insigniti dell'Ordine supremo della Santissima Annunziata nel XX secolo

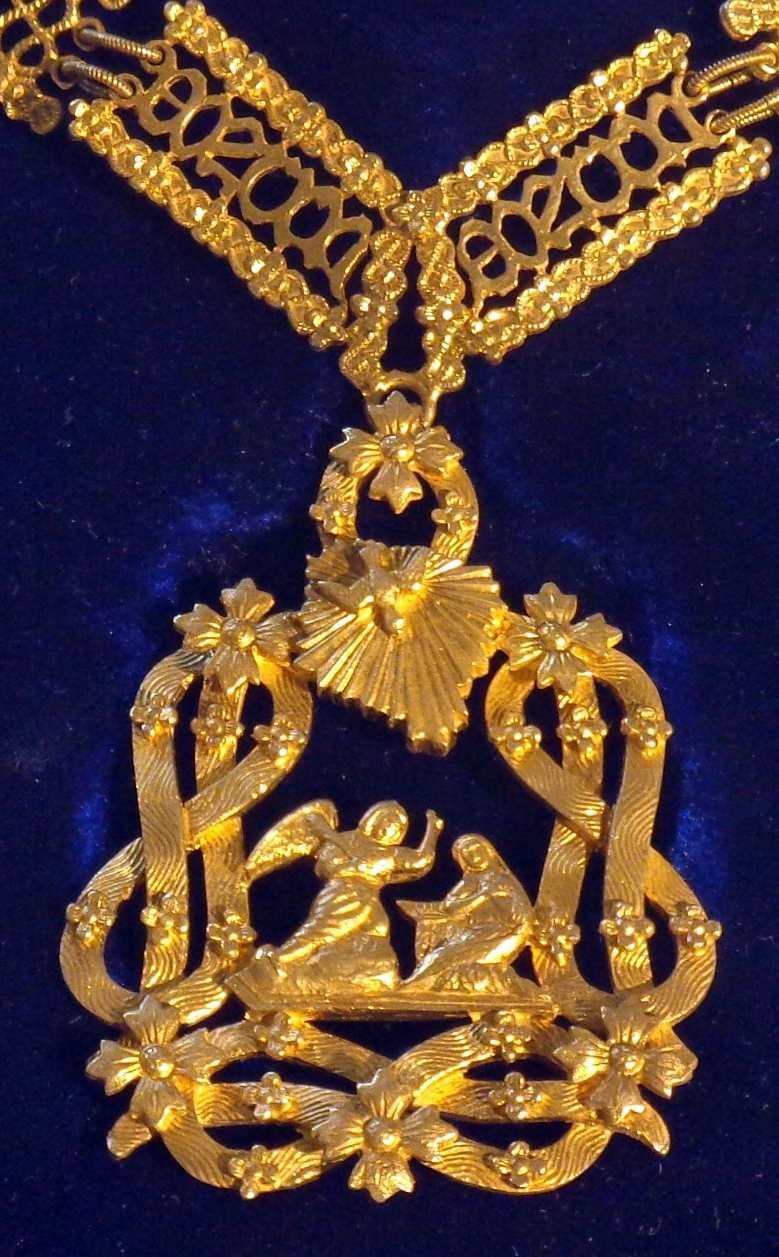
Ordine supremo della Santissima Annunziata

Elenco degli insigniti dell'Ordine supremo della Santissima Annunziata nel XX e XXI secolo da Vittorio Emanuele III, Umberto II e Vittorio Emanuele.

## Vittorio Emanuele III
Vittorio Emanuele III fu il XXVI gran maestro dell'Ordine.

### Insigniti
1901
- Michele, granduca di Russia
- Maha Vajiravudh Phra, principe ereditario del Siam (poi Maha Vajiravudh Phra-Rama VI, re del Siam)
- Émile Loubet, presidente della Repubblica Francese
- Mirko, principe del Montenegro
- Giuseppe Zanardelli, presidente del Consiglio dei ministri
- Alessandro Asinari dei Marchesi di San Marzano, tenente generale, ministro della Guerra, senatore del Regno, primo segretario dell'Ordine dei Santi Maurizio e Lazzaro
- Emilio Visconti Venosta, ambasciatore, ministro segretario di stato per gli Affari Esteri, senatore del Regno

1902
- Itō Hirobumi, primo ministro del Giappone
- Mouzaffer-Ed-Din, scià di Persia
- Mirza Aly Asgher, gran visir dell'Impero di Persia
- Giorgio, granduca di Russia
- Luigi Napoleone, principe
- Giorgio principe Romanovsky, duca di Leuchtenberg
- Costantino, granduca di Russia
- Federico Augusto, granduca d'Oldenburgo
- Alessandro, granduca di Russia
- Dimitri, granduca di Russia
- Eitel, principe reale di Prussia
- Adalberto, principe reale di Prussia
- Bernardo di Bulow, cancelliere dell'Impero di Germania, ambasciatore
- Federico Enrico Alberto, principe reale di Prussia (poi reggente del ducato di Brunswick)

1903
- Carlo Mezzacapo, tenente generale, vicepresidente del Senato del Regno
- Ernesto Federico, duca di Sassonia-Altenburgo
- Arthur, principe di Gran Bretagna e Irlanda, duca di Connaught

1904
- Giovanni Giolitti, presidente del Consiglio dei ministri, ministro segretario di stato per gli Affari Interni
- Giuseppe de Gerbaix dei Conti di Sonnaz, tenente generale, aiutante di Campo del re, senatore del Regno
- Giuseppe Tornielli Brusati, conte di Vergano, ambasciatore, senatore del Regno
- Pietro I, re di Serbia
- Francesco Giuseppe, principe di Battenberg
- Ferdinando di Savoia, principe di Udine (poi duca di Genova)
- Arturo Federico, principe di Gran Bretagna e Irlanda
- Gaspare Finali, presidente della Corte dei Conti, senatore del Regno

1905
- Gustavo Adolfo, principe reale di Svezia e Norvegia, duca di Scanie (poi Gustavo VI Adolfo, re di Svezia)
- Takehito Arisugawa, principe del Giappone
- Genova Giovanni Thaon di Revel, dei conti di Pralungo, generale di Corpo d'Armata, primo aiutante di campo del re, senatore del Regno

1907
- Nicola, principe di Grecia
- Andrea, principe di Grecia

1908
- Manuele II, re di Portogallo

1909
- Giuseppe Manfredi, presidente del Senato del Regno
- Giuseppe Marcora, presidente della Camera dei deputati
- Kuni Kuniyoshi, principe del Giappone, principe Tch'onen, reggente dell'Impero Cinese
- Haakon VII, re di Norvegia
- Armand Fallières, presidente della Repubblica Francese
- Morisama Nashimoto, principe del Giappone
- Vladimiro Freedericksz, membro del Consiglio dell'Impero, ministro della Casa e degli Appannaggi, generale, aiutante di campo dell'Imperatore di Russia
- Alessio, zarevic di Russia

1910
- Pasquale Villari, senatore del Regno
- Cristiano, principe ereditario di Danimarca (poi Cristiano X, re di Danimarca)
- Hiroyasu Fushimi, principe del Giappone
- Tebaldo Bethmann Hollweg, cancelliere dell'Impero di Germania
- Alberto, principe di Monaco
- Sadanaru Fushimi, principe del Giappone
- Alberto I, re dei Belgi
- Pietro, principe del Montenegro
- Luigi Lexa, barone d'Aehrenthal, ministro della Casa dell'Imperatore d'Austria e degli Affari Esteri, presidente del Consiglio Comune dei ministri di Austria e Ungheria

1911
- Boris, principe ereditario di Bulgaria (poi Boris III, re dei Bulgari)
- Alessandro, principe ereditario di Serbia (poi Alessandro I, re di Jugoslavia)
- Boris, granduca di Prussia
- Somdet Chao Phra, principe del Siam
- Giovanni, principe di Russia

1912
- Augusto Guglielmo, principe reale di Prussia
- Antonino Paternò Castello, marchese di San Giuliano, ministro degli Affari Esteri, senatore del regno
- Paolo Spingardi, tenente generale, ministro della Guerra, senatore del Regno
- Pasquale Leonardi Cattolica, vice ammiraglio, ministro della Marina, senatore del Regno
- Leopoldo Berchtold de Ungarschitz, ministro della Casa dell'Imperatore d'Austria e degli Affari Esteri, presidente del Consiglio Comune dei ministri d'Austria e d'Ungheria
- Alessandro Romanovsky, duca di Leuchtenberg

1913
- Carlo, principe di Romania (poi Carlo II, re di Romania)
- Carlo Guglielmo, principe di Svezia, duca di Sudermania
- Oscar Carlo Guglielmo, principe di Svezia, duca di Vastergotland
- Eugenio, principe di Svezia, duca di Närke
- Guglielmo, principe di Hoenzollern-Sigmaringen

1914
- Giuseppe Avarna, duca di Gualtieri, ambasciatore, senatore del Regno
- Antonio Salandra, presidente del Consiglio dei ministri, ministro segretario di stato per gli Affari Interni

1915
- Edoardo Alberto, principe di Gran Bretagna e Irlanda, principe di Galles (poi Edoardo VIII, re di Gran Bretagna e Irlanda, Imperatore delle Indie)
- Raymond Poincaré, presidente della Repubblica Francese
- Paolo Boselli, ministro della Pubblica Istruzione, delle Finanze, del Tesoro, dell'Agricoltura (poi presidente del Consiglio dei ministri), Primo segretario dell'Ordine dei SS. Maurizio e Lazzaro

1916
- Hirohito, principe ereditario del Giappone (poi Hirohito, imperatore del Giappone)
- Filiberto di Savoia, duca di Pistoia (poi duca di Genova)

1917
- Federico, principe ereditario di Danimarca (poi Federico IX, re di Danimarca)

1918
- Alessandro, re di Grecia

1919
- Adalberto di Savoia-Genova, duca di Bergamo
- Amedeo di Savoia, duca delle Puglie (poi duca d'Aosta)
- Leopoldo, principe reale del Belgio, duca di Brabante (poi Leopoldo III, re dei Belgi)
- Armando Diaz, generale dell'Esercito, senatore del Regno (poi maresciallo d'Italia, duca della vittoria)
- Paolo Thaon di Revel, ministro della Marina, senatore del Regno (poi duca e Grande Ammiraglio, primo segretario dell'Ordine dei SS. Maurizio e Lazzaro)

1920
- Ahmed Kadjar, scià di Persia
- Paul Deschanel, presidente della Repubblica Francese
- Carlo Sforza, ministro degli Affari Esteri, senatore del Regno
- Ivanoe Bonomi, ministro della Guerra (poi presidente del Consiglio dei ministri)

1921
- Aimone di Savoia, duca di Spoleto (poi duca d'Aosta)

1922
- Fuad, re d'Egitto
- Vittorio Emanuele Orlando, presidente del Consiglio dei ministri
- Knud, principe di Danimarca
- Carlo, principe del Belgio, conte di Fiandra
- Umberto di Savoia, principe di Piemonte, principe reale ereditario (poi Umberto II, re d'Italia)

1923
- Tommaso Tittoni, presidente del Senato del Regno

1924
- Benito Mussolini, presidente del Consiglio dei ministri e ministro segretario di stato per gli Affari Interni e ad Interim per gli Affari Esteri
- Alfonso, infante di Spagna, principe delle Asturie
- Ferdinando, principe reale di Baviera, infante di Spagna

1925
- Mohammad Hassan Mirza, principe di Persia

1927
- Prajadhipok, re del Siam
- Eugenio di Savoia, duca di Ancona (poi duca di Genova)

1928
- Amanullah Shah, re dell'Afghanistan
- Corrado, principe reale di Baviera
- Filippo, langravio d'Assia
- Carlo Calvi, conte di Bergolo
- Hailé Selassié, imperatore d'Etiopia
- Zog I, re d'Albania

1929
- Pietro Badoglio, marchese del Sabotino, maresciallo d'Italia, senatore del Regno
- Guglielmo Pecori Giraldi, maresciallo d'Italia, ministro di stato, senatore del Regno
- Gaetano Giardino, maresciallo d'Italia, ministro di Stato, senatore del Regno
- Enrico Caviglia, maresciallo d'Italia, senatore del Regno

1930
- Kyril, principe di Bulgaria
- Pietro Maffi, cardinale arcivescovo di Pisa
- Pietro Gasparri, cardinale segretario di Stato di papa Pio XI
- Miklós Horthy de Nagybánya, reggente del Regno di Ungheria
- Nobuhito Takamatsu, principe del Giappone

1932
- Eugenio Pacelli, cardinale segretario di stato di papa Pio XI (poi papa Pio XII)
- Guglielmo Imperiali di Francavilla, ambasciatore, senatore del regno
- Luigi Federzoni, presidente del Senato del Regno
- Giovanni Giuriati, presidente della Camera dei deputati

1933
- Faruq, principe ereditario d'Egitto (poi re Faruq I d'Egitto)

1935
- Giorgio II, re di Grecia

1937
- Paolo, principe di Jugoslavia, presidente del Consiglio di reggenza
- Costanzo Ciano, conte di Cortellazzo, ammiraglio, presidente della Camera dei deputati
- Emilio De Bono, maresciallo d'Italia, ministro di Stato, senatore del Regno

1938
- Yasuhito Chichibu, principe del Giappone e fratello dell'imperatore Hirohito

1939
- Luigi, principe di Borbone-Parma
- Reza Shah Pahlavi, imperatore dell'Iran
- Joachim von Ribbentrop, ministro degli Affari Esteri di Germania
- Galeazzo Ciano, conte di Cortellazzo, ministro degli Affari Esteri
- Luigi Maglione, cardinale segretario di stato di papa Pio XII

1940
- Hermann Göring, presidente del Consiglio di Prussia, maresciallo dell'Aviazione germanica
- Francisco Franco, capo dello stato spagnolo

1941
- Michele I, re di Romania

1943
- Dino Grandi, conte di Mordano, presidente della Camera delle corporazioni

## Umberto II
Umberto II fu il XXVII gran maestro dell'Ordine.

### Insigniti
1946
- Ludovico Chigi Albani della Rovere, LXXVI principe e gran maestro del Sovrano militare ordine di Malta
- Engelberto Maria d'Arenberg, duca di Arenberg
- Giovanni di Borbone, conte di Barcellona

1948
- Enrico d'Orléans, conte di Parigi
- Paolo I, re di Grecia
- Rupprecht di Baviera, principe reale di Baviera
- Ferdinando Pio di Borbone-Due Sicilie, duca di Calabria

1949
- Maurizio, principe d'Assia
- Pietro II, re di Jugoslavia
- Federico Vittorio di Hohenzollern Sigmaringen, principe di Hoenzollern

1953
- Ottone d'Asburgo-Lorena, arciduca d'Austria
- Roberto, arciduca d'Austria
- Duarte Nuno di Braganza, duca di Braganza

1955
- Vittorio Emanuele di Savoia, principe di Napoli
- Alessandro, principe di Jugoslavia
- Simeone II, re dei Bulgari

1960
- Filippo, duca di Württemberg
- Baldovino I, re dei Belgi

1961
- Amedeo di Savoia, duca d'Aosta

1964
- Costantino II, re di Grecia

1969
- Falcone Lucifero dei Marchesi di Aprigliano

1974
- Angelo de Mojana di Cologna, LXXVII principe e gran maestro del Sovrano militare ordine di Malta

1975
- Vittorio Cini, senatore del Regno
- Carlo, duca del Württemberg

1976
- Mohammad Reza Pahlavi, scià di Persia
- Vladimir Kirillovič Romanov, granduca di Russia

1977
- Ferdinando Maria di Borbone-Due Sicilie, duca di Castro

1978
- Juan Carlos I, re di Spagna
- Jean, granduca del Lussemburgo
- Duarte Pio, Duca di Braganza

1982
- Aimone di Savoia-Aosta (1967), duca delle Puglie
- Alfredo Solaro del Borgo, già gentiluomo della regina
- Umberto Provana di Collegno, gentiluomo di Palazzo della regina Elena, segretario del re per gli Ordini Cavallereschi, cancelliere dell'Ordine dei SS. Maurizio e Lazzaro
- Giovanni di Giura, marchese di Battifarano e della Polla, segretario del re per l'araldica
- Annibale Brivio Sforza, XII marchese di Santa Maria in Prato, gentiluomo di corte della regina

1983
- Giuseppe Ugo Papi, presidente della Consulta dei senatori del Regno, cavaliere dell'Ordine civile di Savoia, membro dell'Accademia dei Lincei
- Prof. Ettore Paratore, presidente della Consulta dei senatori del Regno
- Ambasciatore Renato Bova Scoppa
- Ambasciatore Pellegrino Ghigi
- Gian Giacomo Gallarati Scotti, senatore del Regno
- Raimondo della Torre e Tasso, duca di Castel Duino

## Vittorio Emanuele di Savoia
XXVIII gran maestro dell'Ordine. Disputa in corso

### Insigniti
1986
- Emanuele Filiberto di Savoia, Principe di Venezia

1988
- Andrew Bertie, LXXVIII principe e gran maestro del Sovrano militare ordine di Malta
- Agostino Casaroli, Cardinale, Segretario di Stato Vaticano

1993
- Georgij Michajlovič, Granduca Georgij Michajlovič di Russia

1994
- Carlo d'Amelio, già Ministro della Real Casa

1996
- Giovanni de Giovanni Greuther, Duca di Santa Severina, già Presidente della Consulta dei Senatori del Regno

1997
- Alberto II, Re dei Belgi

2002
- Angelo Sodano, Cardinale, Segretario di Stato Vaticano
- Sergius "Serge" Wladimir Emanuel Maria Karageorgevic, Principe di Jugoslavia

2003
- Ranieri III, Principe di Monaco

2006
- Agostino Guarienti dei Conti di Berenzone
- Hugo Mariano Windisch-Graetz, Gentiluomo di Sua Santità

2008
- Nicola II, Principe del Montenegro

2011
- Matthew Festing, LXXIX principe e gran maestro del Sovrano militare ordine di Malta

2012
- Johannes Theo Niederhauser, Segretario del Consiglio dell'Ordine Supremo della Santissima Annunziata

2013
- Antonio Benedetto Spada, Ambasciatore

2019
- Carlo di Borbone-Due Sicilie, Duca di Castro, Conte di Caserta

2023
- Filippo VI, Re di Spagna
- Dimitri Karageorgevic, Principe di Jugoslavia
- Reza Pahlavi
- Alberto II
- Filippo, Re dei Belgi
- Pietro Parolin, Cardinale, Segretario di Stato Vaticano
- John Timothy Dunlap, LXXXI principe e gran maestro del Sovrano militare ordine di Malta
- Vittoria di Savoia, Principessa di Carignano